# Formel-Nippon-Saison 2001
Die Formel-Nippon-Saison 2001 wurde vom 25. März bis zum 18. November im Rahmen von 10 Rennen ausgetragen. In die Wertung kamen alle erzielten Resultate.
| Punktewertung |    |   |   |   |   |   |
| Platz:        | 1  | 2 | 3 | 4 | 5 | 6 |
| Punkte:       | 10 | 6 | 4 | 3 | 2 | 1 |

## Rennkalender
Quelle:
|    | Datum         | Rennen | Pole-Position    | Platz 1          | Platz 2          | Platz 3          |
| -- | ------------- | ------ | ---------------- | ---------------- | ---------------- | ---------------- |
| 1  | 25. März      | Suzuka | Naoki Hattori    | Naoki Hattori    | Juichi Wakisaka  | Seiji Ara        |
| 2  | 22. April     | Motegi | Satoshi Motoyama | Naoki Hattori    | Yūji Tachikawa   | Tsugio Matsuda   |
| 3  | 20. Mai       | Mine   | Satoshi Motoyama | Satoshi Motoyama | Ralph Firman     | Takeshi Tsuchiya |
| 4  | 3. Juni       | Fuji   | Satoshi Motoyama | Naoki Hattori    | Michael Krumm    | Ryō Michigami    |
| 5  | 1. Juli       | Suzuka | Ryō Michigami    | Satoshi Motoyama | Ryō Michigami    | Takeshi Tsuchiya |
| 6  | 29. Juli      | Sugo   | Juichi Wakisaka  | Satoshi Motoyama | Juichi Wakisaka  | Ryō Michigami    |
| 7  | 2. September  | Fuji   | Juichi Wakisaka  | Juichi Wakisaka  | Yūji Tachikawa   | Michael Krumm    |
| 8  | 23. September | Mine   | Juichi Wakisaka  | Satoshi Motoyama | Takeshi Tsuchiya | Yūji Tachikawa   |
| 9  | 21. Oktober   | Motegi | Ralph Firman     | Ralph Firman     | Satoshi Motoyama | Ryō Michigami    |
| 10 | 18. November  | Suzuka | Tsugio Matsuda   | Ralph Firman     | Yūji Tachikawa   | Ryō Michigami    |

## Punktestand

### Fahrer
| 1. | Satoshi Motoyama | 49 |
| 2. | Naoki Hattori    | 33 |
| 3. | Yūji Tachikawa   | 30 |
| 4. | Ralph Firman     | 29 |
| 5. | Juichi Wakisaka  | 23 |

| 6.  | Ryō Michigami    | 22 |
| 7.  | Michael Krumm    | 20 |
| 8.  | Takeshi Tsuchiya | 17 |
| 9.  | Masami Kageyama  | 12 |
| 10. | Tsugio Matsuda   | 8  |

| 11. | André Couto        | 5 |
| 12. | Seiji Ara          | 4 |
| 12. | Katsutomo Kaneishi | 4 |
| 14. | Kōji Yamanishi     | 2 |
| 14. | Narain Karthikeyan | 2 |